# Мессиньи-э-Ванту
Мессиньи́-э-Ванту́ (фр. Messigny-et-Vantoux) — коммуна во Франции, находится в регионе Бургундия. Департамент коммуны — Кот-д’Ор. Входит в состав кантона Фонтен-ле-Дижон. Округ коммуны — Дижон.
Код INSEE коммуны — 21408.

## Население
Население коммуны на 2010 год составляло 1574 человека.
| 1962 | 1968 | 1975 | 1982 | 1990 | 1999 | 2010 |
| ---- | ---- | ---- | ---- | ---- | ---- | ---- |
| 479  | 533  | 767  | 924  | 1070 | 1254 | 1574 |

## Экономика
В 2010 году среди 993 человек трудоспособного возраста (15—64 лет) 701 были экономически активными, 292 — неактивными (показатель активности — 70,6 %, в 1999 году было 72,8 %). Из 701 активных жителей работали 665 человек (335 мужчин и 330 женщин), безработных было 36 (17 мужчин и 19 женщин). Среди 292 неактивных 103 человека были учениками или студентами, 105 — пенсионерами, 84 были неактивными по другим причинам.